# Je marche seul
Singles de Jean-Jacques Goldman
Long Is the Road (Américain)
(1984) Je te donne
(1985)
Pistes de Non homologué
Délires schizo-maniaco-psychotiques
(9) Confidentiel
(11)
Je marche seul est une chanson de l'auteur-compositeur français Jean-Jacques Goldman. Sortie en juin 1985, elle est le premier single issu de son quatrième album studio, Non homologué. 2e du Top 50 pendant deux semaines, elle reste 30 semaines dans le classement et est considérée comme un tube incontournable dans le répertoire de Jean-Jacques Goldman.

## Création
Jean-Jacques Goldman a donné plusieurs interviews dans lesquelles il expliquait les difficultés qu'il avait rencontrées pour composer la chanson : « Il y a des chansons comme Je marche seul, par exemple qui ont pris dix formes différentes, d'autres refrains... Donc j'ai mis beaucoup de temps à les bâtir, plusieurs mois. »,. Au début de l'année 1985, il déclare même au micro de la station locale 92 Radio qu'il est « sceptique quant au résultat final de la chanson ».
À travers les paroles, il explique qu'il marche seul à travers la ville, perdu dans ses pensées, détaché de tous les soucis du quotidien, en savourant simplement le plaisir d'observer le monde de façon anonyme. Il s'est inspiré de son propre vécu : « il y a des jours où beaucoup d'ennuis vous tombent dessus : des factures, je ne sais pas moi, plein de trucs. Et tout d'un coup, vous craquez, vous claquez la porte de chez vous, et vous sortez, vous marchez, vous vous dites "mes ennuis, c'est rien, j'ai deux bras, deux jambes, je peux marcher dans la ville, faire le vide dans ma tête !" Et là, c'est super, on rêve, on ne pense plus à rien. ».
Il aime se retrouver seul, marcher sans but, sans être entouré en permanence d'une bande d'amis, selon lui cette chanson correspond à son tempérament,. C'est la raison pour laquelle il estime que Je marche seul n'est pas une chanson triste car pour lui : « la solitude n'est pas du tout une punition ». Au contraire, il considère qu'elle fait partie des chansons « qui ont la pêche ».
La chanson débute par une longue introduction musicale assurée par un solo de saxophone joué par le musicien Patrick Bourgoin.

## Vidéo-clip
Le clip est réalisé par Bernard Schmitt à Bruxelles et commence à être diffusé à la télévision en mai 1985. Il raconte l'histoire d'un jeune marin (Goldman) qui vient de l'Europe de l'Est et à qui il arrive une aventure amoureuse alors qu'il se trouve dans un train qui passe la frontière. Jean-Jacques Goldman, ayant très peu de temps pour aller au cinéma à l'époque, aime beaucoup regarder les bandes-annonces des films, principalement celles des films d'aventures. Il trouve qu'en peu de temps, elles parviennent à susciter divers sentiments (émotion, aventure, suspens…) et donnent envie d'aller au cinéma. Avec Bernard Schmitt, ils décident de tourner une vidéo sur le même principe. Pour suggérer l'aventure, ils envisagent dans un premier temps « un plongeur sous-marin, ça me tentait beaucoup, ou un cosmonaute qui revient de la lune, mais finalement, nous avons choisi d'un commun accord l'histoire de ce marin qui fait son service militaire dans un pays de l'Est (…) ».

## Accueil public et critique
La chanson est un succès commercial et se vend à plus de 700 000 exemplaires; elle reste dans le Top 50 pendant 30 semaines, du 17 juin 1985 au 6 janvier 1986. Entrée à la 25e position, elle se place dans les dix premiers du classement quatre semaines plus tard et s'y maintient pendant quatorze semaines consécutives. Jean-Jacques Goldman a déclaré lors d'une interview qu'avant même sa sortie dans les médias, il était sûr de détenir un tube : « Alors pour Je marche seul, je n'avais aucun doute ! ». Le single rencontre aussi le succès en Belgique, ce qui permet à l'album Non homologué de se vendre à plus de 35 000 exemplaires, contre 15 000 pour chacun des deux albums précédents.
Le 13 octobre 1985, Jean-Jacques Goldman interprète la chanson en duo avec Daniel Balavoine  lors du concert des Chanteurs sans frontières à la Courneuve pour venir en aide à l'Éthiopie. Seule chanson interprétée  avec celui-ci, puisqu'il mourra en janvier 1986 d'un accident d'hélicoptère lors du Paris-Dakar.[réf. nécessaire]
Pour l'émission Zénith de Michel Denisot qui lui est consacrée en décembre 1986, Jean-Jacques Goldman interprète plusieurs chansons en Chine. Le tournage de Je marche seul se déroule sur l'avenue de Nankin à Shanghai, où Goldman marche incognito parmi des milliers de Chinois.

## Titres sortis
45 tours
1. Je marche seul — 4:03
2. Elle attend — 3:17

Maxi 45 tours
1. Je marche seul — 5:58
2. Elle attend — 3:15

La chanson figure également sur les albums live En public (1986) et Traces (1989) sous forme de medley, en entier sur le live Un tour ensemble (2003), sur les best of Intégrale (1991) et Singulier (1996) ainsi que sur un CD 2 titres par Fredericks - Goldman - Jones (1993).

## Musiciens
- Jean-Jacques Goldman (chant, chœurs, guitare acoustique, guitare électrique et piano)
- Guy Delacroix (basse, programmation)
- Patrick Bourgoin (saxophone)
- P.A. Dahan (batterie)
- Roland Romanelli (synthétiseurs)
- Patrice Mondon (violon)

## Nominations et récompenses
En 1985, le titre est certifié disque d'or par le SNEP et Bernard Schmitt est nommé aux victoires de la musique dans la catégorie Vidéo-clip de l'année.

## Classements et certifications
| Classement (1985-86)          | Meilleure position |
| ----------------------------- | ------------------ |
| Europe (European Hot 100)     | 21                 |
| France (SNEP)                 | 2                  |
| France (Radios périphériques) | 1                  |
| France (Radios FM)            | 1                  |
| Québec (Palmarès francophone) | 14                 |

| Classement (1985) | Position |
| ----------------- | -------- |
| France (SNEP)     | 14       |

### Certification
| Pays                                                             | Certification | Ventes certifiées |
| ---------------------------------------------------------------- | ------------- | ----------------- |
| France (SNEP)                                                    | Or            | 500 000*          |
| *Ventes selon la certification xNon précisé par la certification |               |                   |

## Reprises
En 1990, Jean-Félix Lalanne a repris la chanson. Une version néerlandaise de Je marche seul, interprétée par Bart Herman, figure sous le titre d'Ik loop alleen sur l'album De slag van mijn hart (1997). En 2002, le Collège de l'Estérel a également repris la chanson. En 2004, lors du concert Les Enfoirés dans l'espace, la chanson est également reprise par Muriel Robin, Pierre Palmade, Gérard Jugnot, Axel Bauer, Zazie, Hélène Ségara et Natasha St-Pier. En 2012, dans l'album Génération Goldman, la chanson est reprise par Christophe Willem.